# Virgilio Noè
Virgilio Noè (ur. 30 marca 1922 w Zelata di Bereguardo, zm. 24 lipca 2011 w Rzymie) – włoski biskup rzymskokatolicki, wysoki urzędnik Kurii Rzymskiej, kardynał.

## Życiorys
Studiował w seminarium w Pavii. Święcenia kapłańskie przyjął 1 października 1944. W latach 1944–1948 pracował jako duszpasterz w rodzinnej diecezji Pavii, po czym w latach 1948–1952 kontynuował studia na Papieskim Uniwersytecie Gregoriańskim w Rzymie. Po powrocie do diecezji wykładał w miejscowym seminarium, opiekował się organizacją studentów katolickich, współpracował z Włoską Unią Nauczycieli Katolickich, stał na czele diecezjalnej komisji liturgicznej. Wykładał także w seminarium w Tortonie. Od 1964 przebywał w Rzymie, był kolejno sekretarzem i przewodniczącym Centrum Włoskiej Akcji Liturgicznej, członkiem komisji ds. rewizji ceremonii papieskich, wicerektorem Seminarium Ss. Ambrogio e Carlo. Pełnił także funkcję przewodniczącego Włoskiego Stowarzyszenia Skautingu Katolickiego.
9 maja 1969 został mianowany podsekretarzem w watykańskiej Kongregacji Kultu Bożego. Od stycznia 1970 do marca 1982 był Mistrzem Papieskich Ceremonii Liturgicznych oraz kapelanem Gwardii Papieskiej. Wchodził w skład Centralnego Komitetu Organizacyjnego Obchodów Roku Świętego 1975. Pełnił kolejno funkcje podsekretarza Kongregacji Sakramentów i Kultu Bożego (lipiec 1975) i zastępcy sekretarza tej kongregacji (październik 1977).
W styczniu 1982 został mianowany sekretarzem Kongregacji Sakramentów i Kultu Bożego, jednocześnie arcybiskupem tytularnym Vancarii. Sakry biskupiej udzielił mu 6 marca 1982 w Watykanie papież Jan Paweł II. Był koadiutorem kardynała Aurelia Sabattaniego, archiprezbitera patriarchalnej bazyliki watykańskiej. Objął funkcję po Sabattanim 1 lipca 1991, jednocześnie został przewodniczącym Fabryki Świętego Piotra. Od maja 1989 kierował Stałą Komisją Ochrony Dziedzictwa Artystycznego i Historycznego Stolicy Świętej.
28 czerwca 1991 Jan Paweł II mianował go kardynałem z diakonią S. Giovanni Bosco in Via Tuscolana. W latach 1993–1996 Noè kierował Komisją Kardynalską ds. Świątyń w Pompei, Loreto i Bari. Z pozostałych godności zrezygnował ze względu na podeszły wiek w kwietniu 2002. W lutym 2002 został promowany do rangi kardynała prezbitera – otrzymał tytuł prezbiterski Regina Apostolorum. W marcu 2002 po ukończeniu 80 lat utracił prawo udziału w konklawe.